# Олимпики
Олимпики (словен. Olimpiki) је спортско друштво и хуманитарна организација за помоћ деци и невладино, непрофитно удружење, које делује у Словенији са циљем да помогне најслабијим и најугроженијим члановима друштва. Настало је  26. фебруара 2014. године на иницијативу и жељу председнице друштва - Наташе Олимпики.
Истовремено су имали подршку државних институција, окупило се руководство многих општина и локалних заједница, све у име остваривања храбре визије помоћи деци. Почели су да раде у разним областима, посебно у спорту и култури. Уследила је организација екскурзија и разних јавних догађаја са познатим личностима. До јесени 2020. године успешно је одржано више од дванаест јавних добротворних догађаја високог профила усмерених на разну помоћ деци и младима, а помоћ је добило преко 40 000 деце.

## Oснивач и председник Организације
Наташа Олимпики је оснивач организације Олимпики и словеначка предузетница. Свој рад је проширила ван граница Словеније и почела да помаже деци у Србији. Радила је са бескућницима, младима, наркоманима, старима, сиромашнима и онима који су непожељни у друштву. Наташин добротворни рад такође укључује кампање за заштиту животиња.
Олимпики је и идејни вођа свих активности међународне хуманитарне организације и свих година рада је хуманитарка, софинанцер свих активности организације. Кроз свој хуманитарни рад је добила бројне захвале и признања. Заједно са другима, који су разумели њену поруку за помоћ, је помогла више од 40 000 деце.

## Међународни хуманитарни пројекат у Републици Србији
У октобру 2020. године је отврено представништво Олимпики и у Београду, Србији. Циљ је помоћи деци у Србији, посебно у тешком времену коронавирусне епидемије. У плану има извођење бројних пројеката, међу којима су Сарадња са Универзитетском дечјом клиником у Београду, као и Добротворни пројекат Олимпики – сакупљање средстава за Свратиште за децу и младе Нови Сад, деца са улице. Спортско друштво – хуманитарна организација Олимпики са подршком бројних особа, уметника, спортиста, политичара и других, као и свих људи доброг срца, наставља свој успешан рад са најслабијима – децом.
Дечји културни центар Београд и Олимпики спортско друштво и хуманитарна организација су потписали су у понедељак 14. децембра 2020. године протокол о сарадњи на реализацији културних и хуманитарних пројеката намењених побољшању општих друштвених услова за живот деце и омладине на простору држава региона.
Септембра 2022. године одржан је и први летњи камп – Олимпијски камп. Децу, која због неповољних породичних услова бораве у "Омладинском дому Малча Беличева" у Љубљани у цјелодневном и цјелогодишњем збрињавању, угостили су неколико дана на Јахорини, где су организовали планинарење, купање, годишњи излет на отвореном, излет, као и планинске атракције, те обилазак Сарајева.

## Подршка Спортском друштву и организацији Олимпики
Високи представници
- Многи истомишљеници, стручњаци, врхунски спортисти, музичари, професионалци, глумци, новинари су ту да помогну најугроженијима
- председник Републике Словеније, Борут Пахор
- бивши председник Држабног збора Републике Словеније Игор Зорчич
- бивша министарка образовања, науке и спорта Републике Словеније др Симона Кустец
- бивши министар здравља Републике Словеније др Томаж Гантар
- бивши омбудсман Републике Словеније и тренутни саветник

председника Републике Власта Нуссдорфер
- саветник председника Републике проф.др Ернест Петрич
- заслужна проф др Габи Чачинович Вогринчич, цењени психолог
- словеначки гимнастичар Мирослав Церар (старији)
- Амбасадор Републике Словеније у Београду Дамјан Бергант